# Dolicheremaeus obtusisetus
Dolicheremaeus obtusisetus är en kvalsterart som beskrevs av Sandór Mahunka 1988. Dolicheremaeus obtusisetus ingår i släktet Dolicheremaeus och familjen Tetracondylidae. Inga underarter finns listade i Catalogue of Life.